# Narrillos del Álamo (kommunhuvudort)
Narrillos del Álamo är en kommunhuvudort i Spanien.   Den ligger i provinsen Provincia de Ávila och regionen Kastilien och Leon, i den centrala delen av landet, 150 km väster om huvudstaden Madrid. Narrillos del Álamo ligger 1 125 meter över havet och antalet invånare är 136.
Terrängen runt Narrillos del Álamo är platt åt nordost, men åt sydväst är den kuperad. Runt Narrillos del Álamo är det mycket glesbefolkat, med 5 invånare per kvadratkilometer. Närmaste större samhälle är Guijuelo, 17,3 km väster om Narrillos del Álamo. Trakten runt Narrillos del Álamo består i huvudsak av gräsmarker.